# کوه آداتارا
کوه آداتارا (به ژاپنی: 安達太良山 Adatara-yama) یکی از کوه‌های استان فوکوشیما در ژاپن است. نام این کوه در کتاب فهرست صد کوه معروف ژاپن آمده‌است. ارتفاع این کوه ۱۷۱۸ متر است. این کوه در ۱۵ کیلومتر جنوب غربی شهر فوکوشیما قرار دارد. آخرین فوران این کوه در سال ۱۹۹۶ میلادی بوده‌است.